# Xfce
Xfce is een lichtgewicht grafische gebruikersomgeving voor Linux, Solaris en BSD en Unix. De omgeving wordt met de muis bestuurd en is ontworpen voor productiviteit.

## Functionaliteit
Een van de doelstellingen van Xfce is dat het goed bruikbaar is op langzamere computers en het er toch visueel aantrekkelijk uitziet. Om deze doelstelling te behalen worden de Xfce-programma’s geschreven met alleen de ‘absoluut noodzakelijke’ functies, waardoor de programma’s snel opstarten en weinig geheugen gebruiken (conservatief in het gebruik van systeembronnen).
Er kan een plug-in aan Xfce worden toegevoegd die Global Menu-ondersteuning toevoegt, een functie uit Ubuntu waarbij de menubalk standaard wordt verborgen in de titelbalk.

## Naam
De naam Xfce komt oorspronkelijk van XForms Common Environment. Hoewel de XForms-toolkit sinds versie 3.x niet meer wordt gebruikt bleef de naam behouden. Hij werd wel zonder hoofdletters geschreven: Xfce. Verder vinden de ontwikkelaars dat Xfce niet meer als een afkorting kan worden gezien, maar gewoon als naam moet worden gebruikt.

## Geschiedenis

### Pre 2.0
Olivier Fourdan begon de ontwikkeling van Xfce begin 1997. Het begon als een op XForms gebaseerde kloon van CDE. Hoewel het niet meer was dan een simpele knoppenbalk, werd het door Unix-gebruikers met open armen ontvangen en was er veel vraag naar het verder ontwikkelen van Xfce.

### Versie 2.x
Fourdan ging verder met het ontwikkelen van Xfce en in 1998 werd Xfce 2.x uitgebracht met de eerste versie van de Xfce Window Manager, Xfwm. Er werd gevraagd of Xfce kon worden opgenomen in Red Hat Linux, maar omdat XForms geen vrije software was werd dit afgewezen.

### Versie 3.x
De licentie van XForms belemmerde de ontwikkeling van Xfce. Tegelijkertijd werd echter de open-softwaretoolkit GTK+ steeds populairder en daarom zag Fourdan dit als een passende vervanger voor de XForms-toolkit.
In maart 1999 werd Xfce volledig herschreven op basis van de GTK+ toolkit. Het resultaat was Xfce 3.0. Niet alleen was deze versie volledig open software, maar ook kon er nu gebruik worden gemaakt van drag & drop, vertalingen en verbeterde instelbaarheid van de bureaubladomgeving.

### Versie 4.x
In versie 4.0 van Xfce werd er een grote stap gemaakt naar de GTK+ 2 toolkit. Andere vernieuwingen in deze serie waren de toevoeging van ondersteuning voor transparante vensters in versie 4.2 en een nieuw pictogrammenthema.
In januari 2007 werd Xfce 4.4.0 vrijgegeven. De meest opvallende verandering voor deze release was de bestandsbeheerder Thunar, een vervanging voor de oude Xffm. Verder kreeg Xfwm ingebouwde ondersteuning voor transparante schermen en schaduw, werden er bureaubladiconen toegevoegd en werd het paneel volledig herschreven.
Versie 4.10 verscheen op 28 april 2012.

## Standaardprogramma’s

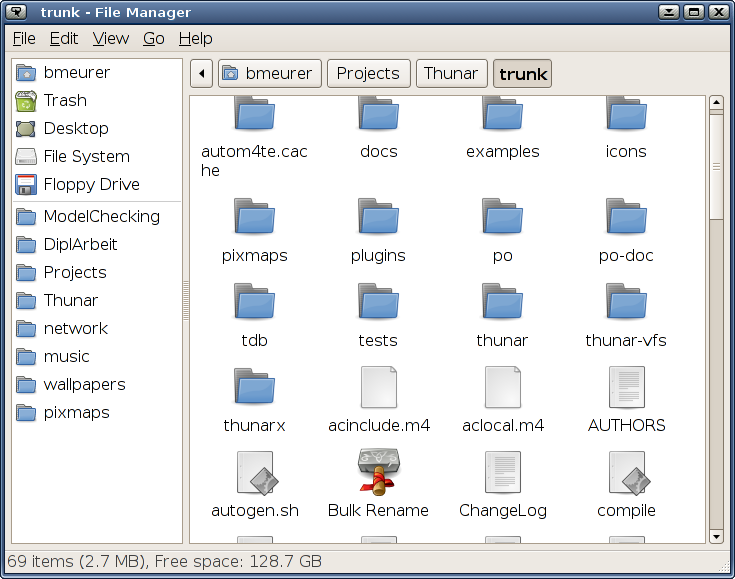
De Thunar bestandbeheerder.

Xfce wordt geleverd met een aantal bibliotheken die kunnen worden gebruikt door programmamakers, verder worden er een aantal standaardprogramma’s met de desktop geleverd. Hieronder staat een korte lijst van de belangrijkste Xfce-programma’s.

### Xfwm
De Xfce-windowmanager, Xfwm, zorgt voor de plaatsing en het gebruik van de vensters op het scherm. Sinds versie 4.2 heeft Xfwm als eerste windowmanager ingebouwde ondersteuning voor transparante vensters en schaduw rond het venster. Samen met xfce4-panel en xfdesktop is dit onderdeel van de standaard (zichtbare) Xfce-programma’s.

### Thunar
Sinds versie 4.4 is Thunar de standaard bestandbeheerder van Xfce. Het is een bestandsbeheerder ontworpen voor snelheid en weinig geheugengebruik. Het beschikt over een aantal krachtige functies zoals de ‘bulk renamer’, waarmee vele bestanden tegelijk kunnen hernoemd worden.

### Ristretto
Ristretto is de standaard afbeeldingkijker in Xfce. Het is mogelijk om afbeeldingen te draaien, te spiegelen en in een slideshow te bekijken.

### Andere
Verder heeft Xfce nog veel andere kleine programma’s zoals Mousepad (teksteditor), Xfmedia (multimediaspeler gebaseerd op xine), Xarchiver (archiefmanager) en Terminal (terminalemulator). Ook de webbrowser Midori maakt deel uit van Xfce.

## Xfce-distributies
Xfce is niet even vaak in Linuxdistributies aanwezig als andere desktopomgevingen zoals KDE en GNOME. Er zijn een aantal distributies die Xfce als hun standaardomgeving gebruiken, en meestal is Xfce als optioneel onderdeel te installeren. Onder meer Xubuntu gebruikt Xfce als standaard desktopomgeving. Er bestaat ook een Xfce-editie van Linux Mint.